# M33 X-7
M33 X-7 är en dubbelstjärna med svart hål i Triangelgalaxen belägen i mellersta delen av stjärnbilden Triangeln. Den har en skenbar magnitud av ca 18,70 och kräver ett kraftfullt teleskop för att kunna observeras. M33 X-7 ligger på ett avstånd av ungefär 3 miljoner ljusår från Vintergatan. Detta gör M33 X-7 till en av de mest avlägsna bekräftade svarta hålen med känd stjärnmassa.
M33 X-7 omkretsas av en följeslagare som förmörkar det svarta hålet med en period av 3,45 dygn. Följeslagaren har en ovanligt stor massa på 70 solmassor. Detta gör den till den mest massiva följeslagaren i ett binärt system som innehåller ett svart hål. Det svarta hålet har en massa beräknad till 15,65 ± 1,45 solmassor och en radie av 0,000066 ± 0,0000061 solradier.
M33 X-7 var tidigare det största kända svarta hålet, men har ersatts bland elektromagnetiskt observerade svarta hål genom en ökad uppskattad massa för Cygnus X-1, och även av många av de LVK-detekterade binära svarta hålen. Systemets totala massa uppskattas till cirka 85,7 solmassor, vilket gör den till det mest massiva svarta håls binära systemet.

## Observation

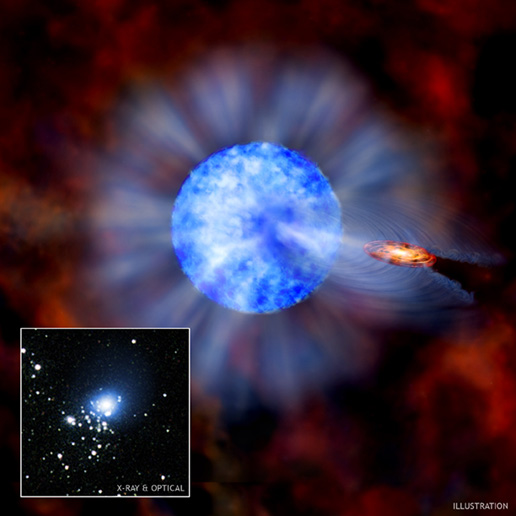
Konstnärsrepresentation av M33 X-7

Det svarta hålet har studerats i kombination av NASA:s Chandra X-ray Observatory och Gemini-teleskopet på Mauna Kea, Hawaii.
Egenskaperna hos dubbelstjärnan M33 X-7 är svåra att förklara med hjälp av konventionella modeller för utvecklingen av massiva stjärnor. Moderstjärnan för det svarta hålet måste ha haft en massa större än den befintliga följeslagaren för att ha bildat ett svart hål före följeslagaren. En sådan massiv stjärna skulle ha haft en radie som är större än den nuvarande avståndet mellan stjärnorna, så stjärnorna måste ha förts närmare samtidigt som de delade en gemensam yttre atmosfär. Denna process resulterar vanligtvis i att en stor mängd massa går förlorad från systemet, så mycket att moderstjärnan inte borde ha kunnat bilda ett svart hål med en massa av 15,7 solmassor.
I nya modeller för bildandet av det svarta hålet är stjärnan som kommer att bilda det svarta hålet nästan 100 gånger solens massa, omkretsad av en andra stjärna med en massa på cirka 30 solmassor.
I en sådan omloppsbana kan det framtida svarta hålet börja överföra massa medan den fortfarande kärnfusion av väte till helium. Som ett resultat förlorar den det mesta av dess väte och blir en Wolf-Rayet-stjärna och avger resten av höljet i form av stjärnvind och exponerar dess kärna. Följeslagaren blir mer massiv i processen och blir mest massiv av de två stjärnorna.
Slutligen kollapsar stjärnan och skapar det svarta hålet och börjar absorbera material från följeslagaren, vilket leder till röntgenstrålning.
På grund av massan antas det att följeslagaren kommer att kollapsa till ett svart hål, vilket skapar ett binärt system av svarta hål.